# لشکان (رودسر)
لشکان یک روستا در ایران است که در استان گیلان واقع شده‌است. لشکان ۲۵۳ نفر جمعیت دارد.